# Kirbyville
Kirbyville és una població dels Estats Units a l'estat de Texas. Segons el cens del 2000 tenia 2.085 habitants.

## Demografia
Segons el cens del 2000, Kirbyville tenia 2.085 habitants, 828 habitatges, i 550 famílies. La densitat de població era de 329,9 habitants/km².
Dels 828 habitatges en un 32,5% hi vivien nens de menys de 18 anys, en un 43,5% hi vivien parelles casades, en un 18,8% dones solteres, i en un 33,5% no eren unitats familiars. En el 30,7% dels habitatges hi vivien persones soles el 14,6% de les quals corresponia a persones de 65 anys o més que vivien soles. El nombre mitjà de persones vivint en cada habitatge era de 2,42 i el nombre mitjà de persones que vivien en cada família era de 3,01.
Per edats la població es repartia de la següent manera: un 27,4% tenia menys de 18 anys, un 9% entre 18 i 24, un 24,3% entre 25 i 44, un 21% de 45 a 60 i un 18,4% 65 anys o més.
L'edat mediana era de 37 anys. Per cada 100 dones de 18 o més anys hi havia 72,2 homes.
La renda mediana per habitatge era de 25.438 $ i la renda mediana per família de 32.381 $. Els homes tenien una renda mediana de 30.144 $ mentre que les dones 20.060 $. La renda per capita de la població era de 12.839 $. Aproximadament el 22,6% de les famílies i el 26,1% de la població estaven per davall del llindar de pobresa.

## Poblacions més properes
El següent diagrama mostra les poblacions més properes.